# واين ويد
واين ويد (بالإنجليزية: Wayne Wade)‏ هو مغني جامايكي، ولد في 19 مارس 1959 في كينغستون في جامايكا.

## روابط خارجية
- واين ويد على موقع ميوزك برينز (الإنجليزية)
- واين ويد على موقع ديسكوغز (الإنجليزية)